# Авионска несрећа на Тенерифима
Авионска несрећа на Тенерифима је догађај који се десио 27. марта 1977. када су се два путничка авиона Боинг 747, КЛМ лет 4805 и Пан Ам лет 1736, сударили на полетно-слетној стази на аеродрому Лос Родеос (садашњи аеродром Тенерифе Север) на шпанском острву Тенерифи. Са 583 смртних случајева, катастрофа на аеродрому на Тенерифима је најсмртоноснија несрећа у историји ваздухопловства.
Терористички инцидент на аеродрому Гран Канарија довео је до тога да су многи летови преусмерени на мањи аеродром Лос Родеос, укључујући два ваздухоплова која су учествовала у несрећи. Аеродром је брзо постао закрчен паркираним авионима који су блокирали једину стазу за таксирање и приморали авионе који одлазе да таксирају на полетно-слетној стази. На аеродрому су временски услови били лоши; стога је видљивост била знатно смањена за пилоте и контролоре.
До судара је дошло када је авион КЛМ-ове компаније започео полетање док је Пан Ам-ов авион, обавијен маглом, још увек био на полетно-слетној стази и спремао се да скрене на стазу за таксирање. У удару и пожару који је уследио убио је све путнике и особље у авиону КЛМ лета  4805 и већину путника на Пан Амлета 1736, са само 61 преживелим у предњем делу авиона.
Накнадна истрага шпанских власти закључила је да је примарни узрок несреће одлука капетана КЛМ-овог авиона да полети у погрешном уверењу да је издато одобрење за полетање од стране контроле лета. Холандски истражитељи су ставили већи нагласак на међусобни неспоразум у радио комуникацији између посаде КЛМ-а и контроле лета, али је на крају КЛМ признао да је њихова посада одговорна за несрећу и авио-компанија је пристала да финансијски надокнади родбину свих жртава.
Катастрофа је имала трајани утицај на индустрију, наглашавајући значај употребе стандардних фраза у радио комуникацији приликом разговора имеђу посаде авиона и контроле лета. Процедуре у пилотској кабини су такође побољшане после ове несреће, што је допринело успостављању управљања ресурсима посаде као основног дела обуке пилота авио-компанија.

## Историја летова

### KLM Лет 4805
КЛМ лет 4805 је био чартер лет за Холландску Интернатиционалну Путну Групу(Holland International Travel Group) стигао је са амстердамског аеродрома Схипхол,(Amsterdam Airport Schiphol) Холандија. Његову посаду у пилотској кабини чинили су капетан Џејкоб Велдујзен ван Зантен(енг. Jacob Veldhuyzen van Zanten),50 година,  први официр Клас Мерс(енгл. Klaas Meurs),42 година и инжењер лета Вилем Шродер(енгл. Willem Schreuder)(48 година).КЛМ Боеинг 747, регистрација ПХ-БУФ, полетео је са аеродрома Схипхол(Амстердам) у 09:00 часова 27. марта 1977, на путу за Лас Палмас де Гран Канарија.

### Пан Ам лет 1736
Пан Ам лет 1736 је кренуо са међународног аеродрома у Лос Анђелесу, са средњом станицом на њујоршком међународном аеродрому Џон Ф. Кенеди (ЈФК). Авион је био Боинг 747-121, регистрација Н736ПА, по имену Клипер Виктор. Од 380 путника (углавном пензионери, али укључујући двоје деце),14 се укрцало у Њујорку, где је такође промењена посада. Нову посаду чинили су капетан Виктор Грабс(енгл. Victor Grubbs) (56 година), први официр Роберт Браг(енгл. Robert Bragg) (39 година), инжењер лета Џорџ Варнс(енгл. George Warns)(46 година) и 13 стјуардеса.
Овај конкретни авион је извршио први комерцијални лет 747 22. јануара 1970. године. 2. августа 1970, у првој години службе, постао је и први Боинг 747 који је отет: на путу између ЈФК-а и међународног аеродрома Луис Муњоз Марин у Сан Хуану(енгл. Muñoz Marín International Airport ) ,Порторико. Преусмерен је на међународни аеродром Хосе Марти(енг. José Martí International Airport) у Хавани, Куба.

## Несрећа

### Преусмеравање летова
Оба лета су била рутинска све док се нису приближили острвима. У 13:15, бомба коју је поставио сепаратистички Покрет за независност Канарских острва експлодирала је на терминалу аеродрома Гран Канарија, при чему је повређено осам људи. Било је телефонског позива са упозорењем на бомбу, а други позив који је примљен убрзо након тога изнео је тврдње о другој бомби на аеродрому. Власти цивилног ваздухопловства су стога привремено затвориле аеродром након експлозије, а сви долазни летови за Гран Канарију били су преусмерени у Лос Родеос, укључујући два авиона која су учествовала у катастрофи. Пан Ам-ова посада је хтела да кружи у ваздуху(имали су довољно горива да безбедно остану у ваздуху још два сата), али им је наређено да се преусмере на Лос Родеос .

### Припрема за поновно полетање и таксирање
Лос Родеос је био регионални аеродром који није могао лако да прими сав саобраћај преусмерен са Гран Канарије, који је укључивао пет великих авиона. Аеродром је имао само једну полетно-слетну стазу и једну велику такси стазу која је ишла паралелно са њом, са четири кратке такси стазе које су повезивале ове две. Док су чекали да се аеродром Гран Канарија поново отвори, преусмерени авиони су заузели толико простора да су морали да се паркирају на дугачкој такси стази, због чега је била недоступана за потребе таксирања. Уместо тога, авиони који одлазе морали су да таксирају дуж полетно-слетне стазе да би се позиционирали за полетање.
Путницима КЛМ-овог лета прво није било дозвољено да напусте авион, али су након двадесетак минута аутобусима превезени до зграде терминала. Када су изашли из аутобуса, добили су картице на којима су идентификовани као путници у транзиту на лету КЛМ 4805.
Када је аеродром у Лас Палмасу поново пуштен у саобраћај, посада ПАА 1736 се припремила да крене у Лас Палмас, којс је био планирана дестинација лета. Када су покушали да таксирају на стази која води до полетно-слетне стазе 12, где су била паркирана са још четири авиона због гужве изазване бројем летова преусмерених на тај аеродром, открили су да га је блокирао КЛМ Боинг 747, лет 4805. Он се налазио између Пан Ам лета 1736 и улаза у активну полетно-слетну стазу. Први официр и инжењер лета напустили су авион и измерили размак који је оставио авион КЛМ, закључивши да је недовољно да допусти Пан Ам 1736 да прође, приморавајући их да сачекају док КЛМ Боинг 747 лет 4805 не заврши досипање горива. Путници Пан Ам 1736 лета нису напуштали авион за све време док је авион боравио на аеродрому.
Контролни Торањ је дао инструкције авиону КЛМ-а да таксира читавом дужином полетно-слетне стазе, а затим се окрене за 180° да би дошао у позицију за полетање. Док је КЛМ возио назад на полетно-слетној стази, контролор је тражио од посаде да пријави када је спреман да искористи одобрење АТЦ-а(контрола лета). Пошто је посада обављала контролну листу, коришћење одобрења је одложено док авион не буде у позицији за полетање.
Убрзо након тога, Пан Ам је добио инструкције да прати КЛМ низ исту полетно-слетну стазу, изађу из ње тако што ће изаћи на трећи излаз са полетно-слетне стазе са њихове леве стране и затим користити паралелну такси стазу. У почетку, посади није било јасно да ли им је контролор рекао да изађу на први или трећи излаз. Посада је тражила појашњење, а контролор је одлучно одговорио одговором: "Трећи, господине; један, два, три; трећи, трећи." Посада је покренула авион и наставила да идентификује необележене такси стазе користећи план аеродрома како би стигли до задатог излаза.
Посада је успешно идентификовала прве две такси стазе (Ц-1 и Ц-2), али је њихова дискусија у пилотској кабини показала да нису видели трећу рулну стазу (Ц-3), коју су добили инструкције да користе. Није било ознака или знакова који би идентификовали излазе са полетно-слетне стазе и били су у условима лоше видљивости. Авион Пан Ам, међутим, није изашао на трећи излаз. Ово би захтевало два скретања за 148 степени да би се дошло до главне такси стазе. Није јасно зашто се то догодило, али је уз смањену видљивост и нејасна упутства које је Пан Ам добио, авион је наставио да таксира уз полетно-слетну стазу ка четвртом излазу.

### Временски услови на аеродрому
Аеродром Лос Родеос се налази на 633 метра надморске висине, што доводи да се временски услови разликују од временских услова на многим другим аеродромима. Облаци на 600 метара изнад нивоа земље на оближњој обали су у нивоу земље у Лос Родеосу. Лебдећи облаци различите густине изазивају веома различите видљивости, од несметане у једном тренутку до испод минимума у следећем. До судара је дошло у облаку велике густине.
Посада Пан Ам се нашла у лошој и брзо погоршавајућој видљивости скоро чим је ушла на полетно-слетну стазу. Према извештају док је летелица Пан Ам таксирала до полетно-слетне стазе, видљивост је била око 500 метара. Убрзо након што су скренули на полетно-слетну стазу она се смањила на мање од 100 метара.
У међувремену, авион КЛМ-а је и даље био у доброј видљивости, али са облацима који су дували низ полетно-слетну стазу ка њима. Авион је завршио свој заокрет од 180 ° по релативно чистом времену и постројио се на полетно-слетној стази 30. Следећи облак је био 900 метара низ полетно-слетну стазу и кретао се ка авиону брзином од око 122 км/х .

### Неспоразум у комуникацији
У 17:06, контролни торањ је дао упутства за полазак и таксирање до позиције за полетање, али не и дозволу за полетање.КЛМ 4805 је прочитао ово и завршио са "... сада смо на полетању." Капетан је отпустио кочнице и повећа снагу мотора због полетања. Одговор са контролног торња (који није могао да види крај полетно-слетне стазе због облака) је био, "припремите се за полетање. Позваћу вас."
Посада КЛМ-а је вероватно пропустила део ове комуникације због радио сметњи. У исто време, посада Пан Ам-а је радиом рекла: „Још увек возимо по полетно-слетној стази, Клипер 1736.“ Преклапање је довело до тога да посада КЛМ-а није чула ниједну критичну поруку. Због магле ниједна посада није могла да види други авион на полетно-слетној стази испред себе. Осим тога, ниједан авион се није могао видети са контролног торња, а аеродром није био опремљен радаром који прати авионе на земљи приликом таксирања.
Уследила је још једна прилика да се полетање прекине. У следећој комуникацији са контролним торњем је затражено да авион Пан Ам јави када ослободи полетно-слетну стазу. То се чуло у кокпиту КЛМ-а, а инжењер лета два пута је питао пилоте да ли је друга летелица на полетно-слетној стази,нажалост његово питање су остали пилоти у кабини игнорисали.

### Судар
Авион КЛМ је полетео, не знајуђи да иде ка авиону Пан Ам, који се приближавао четвртој рулној стази. На основу гласовног снимка из пилотске кабине,закључено је да је капетан Пан Ам-а је први видео да се авион КЛМ приближава. Дао је пун гас и покушао да скрене летелицу лево према трави да би избегао фатални судар.
Када је посада КЛМ-а приметила други авион на полетно-слетној стази била је удаљена од Пан Ам-овог авиона свега 100 метара и кретала се приближном рзином 660 километара на час. Посада је покушала раније да полети и избегне судар,пошто је већ било прекасно да зауставеавион због превелике брзине коју сам достигао. Авион је напустио земљу и точкови су избегли летелицу, али је ударио у централни горњи део трупа авиона Пан Ам растргнувши центар авиона. Десни мотор се откачио и ударио у горњи део авиона тик изнад пилотске кабине. Цурење горива изазвало је пожар, који је однео већину живота.
Авион КЛМ је накратко остао у ваздуху, али је удар одсекао спољашњи леви мотор, проузроковао је да унутрашњи леви мотор прогутао значајне количине уситњеног материјала и прекине са радом. Авион је одмах нестало узгона, оштро се откотрљао и ударио у тло отприлике 150 метара од места судара, клизећи низ полетно-слетну стазу још 300 метара. Пуна количина горива одмах се распламсала у ватрену лопту коју није било могуће обуздати неколико сати.

### Жртве
У судару су погинуле 583 особе. Погинули су сви путници и посада у авиону КЛМ. У авиону Пан Ам је био 61 преживели, укључујући и посаду у пилотској кабини. Оба авиона су потпуно уништени. Путници и посада из авиона Пан Ам побегли су на неоштећено лево крило и скочили на земљу. Ватра и нагомилане металне олупине спречиле су бекство из средњег и задњег дела кабине. Сви путници на горњој палуби авиона Пан АМ су погинули. Службе хитне помоћи одвезле су преживеле у болницу Санта Круз.
Аеродром је остао затворен два дана. Дана 29. марта, авион Ц-130 америчког ваздухопловства слетео је и превезао многе жртве у Лас Палмас на даље лечење. Шпанска војска помогла је у чишћењу и поправци полетно-слетне стазе на аеродрому, а он је поново у потпуности отворен 3. априла.
| Повреде   | Посада | Путници | Остали |
| --------- | ------ | ------- | ------ |
| фаталне   | 14     | 234     | -      |
| нефаталне | -      | -       | -      |
| никакве   | -      | -       | -      |

| Повреде    | Посада | Путници | Остали |
| ---------- | ------ | ------- | ------ |
| фаталне    | 9      | 317     | -      |
| не-фаталне | 7      | 61      | 2*     |
| никакве    | -      | -       | -      |

## Истрага
Несрећу је истражио шпанска Комисија за истраживање удеса и инцидената у цивилном ваздухопловству . Око 70 људи је било укључено у истрагу, укључујући представнике Сједињених Држава, Холандије и две авио компаније. Чињенице су показале да је било погрешних тумачења и лажних претпоставки пре несреће. Анализа ЦВР транскрипта показала је да је пилот КЛМ-а мислио да је добио дозволу за полетање, док је контролни торањ на Тенерифима веровао да КЛМ Боинг 747 мирује на крају полетно-слетне стазе, чекајући одобрење за полетање. Чини се да копилот КЛМ-а није био сигуран у дозволу за полетање као капетан.
Вероватни узроци:
Истрага је закључила да је основни узрок несреће тај што је капетан Велдујзен ван Зантен(енг. Veldhuyzen) покушао да полети без дозволе. Истражитељи су сугерисали да је разлог за то била жеља да се оде што је пре могуће како би се испоштовали КЛМ-ови прописи о радном времену (који су ступили на снагу раније те године) и пре него што се време додатно погорша.
Остали главни фактори који су допринели несрећи су:
1. Изненадна магла је у великој мери ограничила видљивост. Контролни торањ и посаде оба авиона нису могли да се виде.
2. Сметње од истовремених радио преноса, што је довело до тога да је било тешко чути поруку.[18]

Следећи фактори су сматрани доприносима, али нису критични:
1. Коришћење двосмислених нестандардних фраза од стране копилота КЛМ-а („Ми смо на полетању“) и контролног торња на Тенерифима („ОК“).
2. Авион Пан Ам није напустио полетно-слетну стазу на трећој раскрсници.
3. Аеродром је био приморан да прими велики број великих авиона због промене руте из терористичког инцидента, што је довело до нарушавања нормалног коришћења такси стаза.[18]